# Chāl Ţarkhān
Chāl Ţarkhān (persiska: چالِه طَرخان, چاه طَرخان, چال طرخان, Chāleh Ţarkhān) är en ort i Iran.   Den ligger i provinsen Teheran, i den centrala delen av landet, 22 km söder om huvudstaden Teheran. Chāl Ţarkhān ligger 988 meter över havet och antalet invånare är 658.
Terrängen runt Chāl Ţarkhān är platt.Runt Chāl Ţarkhān är det tätbefolkat, med 297 invånare per kvadratkilometer. Närmaste större samhälle är Qarchak, 11,8 km sydost om Chāl Ţarkhān. Trakten runt Chāl Ţarkhān består till största delen av jordbruksmark.